# Aloe argenticauda
Aloe argenticauda es una especie de planta del género Aloe, endémica de Namibia.

## Descripción
Es una planta sin tallo o de tallo corto, que alcanza un tamaño de 30 a 50 cm de altura, excluyendo la inflorescencia. Aparecen unas ± 50 por roseta, erectas, 25-35 x 3-3,5 cm, de color marrón gris-verde, a veces con una fila de espinas cortas de tamaño medio en el ápice de la superficie inferior. La inflorescencia es simple, erguida, cilíndrico-cónica, presentándose en racimos muy densos, desde 0.9 hasta 1.2 (-1.5) m de altura; con brácteas deltoides-acuminadas, de 50-70 x 7-12 mm. Flores de color rosa fresa de 32-37 mm de largo.

## Distribución y hábitat
Aloe argenticauda es endémica de las zonas tropicales o subtropicales de Namibia. Su hábitat natural son los matorrales secos y zonas rocosas.   La especie sólo se registra en siete áreas, pero puede estar más extendida de lo que actualmente se conoce. Parece estar restringida a afloramientos de dolomita, donde es común en los montículos de piedra caliza negra. Las precipitaciones de las que dispone son escasas, sin un máximo de temporada, y gran parte de la humedad disponible para las plantas se precipita de la niebla nocturna.

## Historia
Las hojas de esta especie son mucho más largas que las de Aloe pachygaster, con la que fue confundida durante muchos años. La inflorescencia de A. argenticauda es erecta, no oblicua, y dos veces más larga que la de A. pachygaster, las brácteas son el doble y la flor es significativamente mayor. Las anteras y el estilo son mucho menos exertas en esta especie que en A. pachygaster. Las hojas verde-azuladas de esta especie indican una similitud con Aloe claviflora, pero la inflorescencia es erecta y mucho más larga que la de A. claviflora, pero ramificada, y las brácteas son mucho más cortas y menos visibles. En A. claviflora la inflorescencia puede ser simple o ramificada, y las brácteas son menores que en Aloe namibensis.

## Taxonomía
Aloe argenticauda fue descrita por Merxm. & Giess y publicado en Bulletin du Muséum d'Histoire Naturelle, sér. II, 12: 353, en el año 1940.
Etimología
Ver: Aloe
argenticauda: epíteto latino que se refiere a las brácteas plateadas en el tallo floral.
Sinonimia
- Aloe suprafoliolata[6]